# Lliga iugoslava de futbol
La lliga iugoslava de futbol (Prva Liga) fou la màxima competició futbolística de l'antiga Iugoslàvia.

## Història

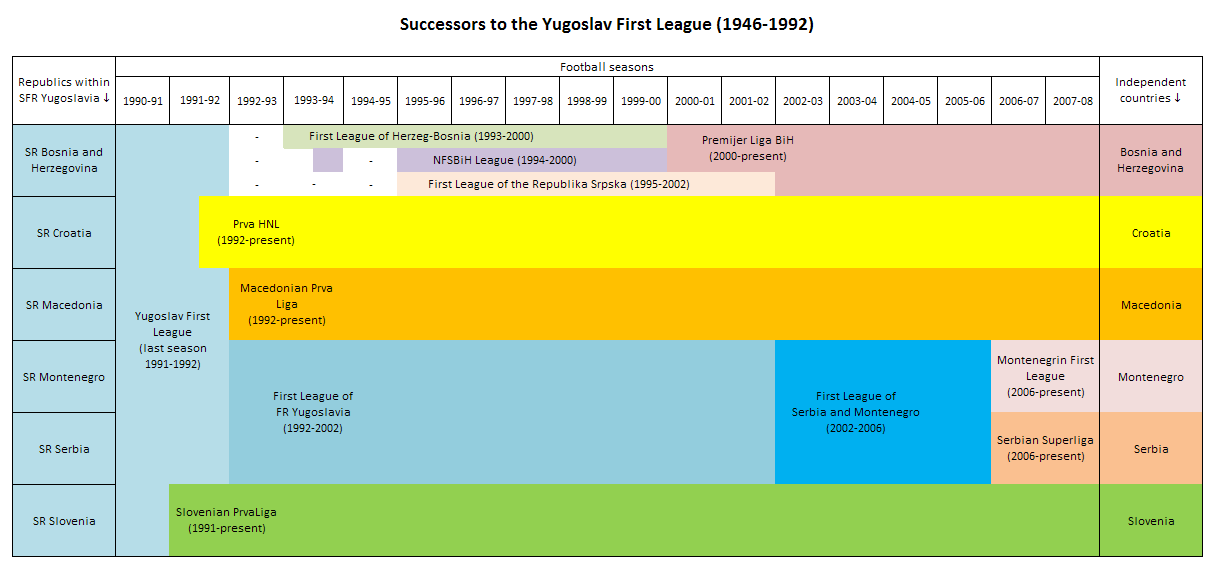
Gràfica temporal amb les competicions successores de la lliga iugoslava.

La competició es disputà entre 1923 i 1991 (Regne dels Serbis, Croats i Eslovens (1918-1941) i República Federal Socialista de Iugoslàvia (1945-1991)).
Entre 1991 i 2003 (República Federal de Iugoslàvia), la competició es mantingué però amb la participació només de clubs de Sèrbia i Montenegro. Per a informació sobre la lliga iugoslava aquests anys vegeu lliga serbo-montenegrina de futbol. Les actuals competicions successores de la lliga iugoslava són:
- Sèrbia - lliga sèrbia de futbol
- Montenegro - lliga montenegrina de futbol
- Croàcia - lliga croata de futbol
- Eslovènia - lliga eslovena de futbol
- Bòsnia i Hercegovina - lliga bòsnia de futbol
- Macedònia - lliga macedònia de futbol

## Historial
| - 1923 Građanski Zagreb (1) - 1924 Jugoslavija Beograd (1) - 1925 Jugoslavija Beograd (2) - 1926 Građanski Zagreb (2) - 1927 Hajduk Split (1) - 1928 Građanski Zagreb (3) - 1929 Hajduk Split (2) - 1930 Concordia Zagreb (1) - 1930-31 BSK Beograd (1) - 1931-32 Concordia Zagreb (2) - 1932-33 BSK Beograd (2) - 1934 no es disputà - 1934-35 BSK Beograd (3) - 1935-36 BSK Beograd (4) - 1936-37 Građanski Zagreb (4) - 1937-38 HAŠK Zagreb (1) - 1938-39 BSK Beograd (5) - 1939-40 Građanski Zagreb (5) - 1941 no es disputà - 1942 no es disputà - 1943 no es disputà - 1944 no es disputà - 1945 Selecció de Sèrbia | - 1946-47 Partizan Beograd (1) - 1947-48 Dinamo de Zagreb (1) - 1948-49 Partizan Beograd (2) - 1950 Hajduk Split (3) - 1951 Crvena Zvezda Beograd (1) - 1952 Hajduk Split (4) - 1952-53 Crvena Zvezda Beograd (2) - 1953-54 Dinamo de Zagreb (2) - 1954-55 Hajduk Split (5) - 1955-56 Crvena Zvezda Beograd (3) - 1956-57 Crvena Zvezda Beograd (4) - 1957-58 Dinamo de Zagreb (3) - 1958-59 Crvena Zvezda Beograd (5) - 1959-60 Crvena Zvezda Beograd (6) - 1960-61 Partizan Beograd (3) - 1961-62 Partizan Beograd (4) - 1962-63 Partizan Beograd (5) - 1963-64 Crvena Zvezda Beograd (7) - 1964-65 Partizan Beograd (6) - 1965-66 Vojvodina Novi Sad (1) - 1966-67 FK Sarajevo (1) - 1967-68 Crvena Zvezda Beograd (8) - 1968-69 Crvena Zvezda Beograd (9) | - 1969-70 Crvena Zvezda Beograd (10) - 1970-71 Hajduk Split (6) - 1971-72 Željezničar Sarajevo (1) - 1972-73 Crvena Zvezda Beograd (11) - 1973-74 Hajduk Split (7) - 1974-75 Hajduk Split (8) - 1975-76 Partizan Beograd (7) - 1976-77 Crvena Zvezda Beograd (12) - 1977-78 Partizan Beograd (8) - 1978-79 Hajduk Split (9) - 1979-80 Crvena Zvezda Beograd (13) - 1980-81 Crvena Zvezda Beograd (14) - 1981-82 Dinamo de Zagreb (4) - 1982-83 Partizan Beograd (9) - 1983-84 Crvena Zvezda Beograd (15) - 1984-85 FK Sarajevo (2) - 1985-86 Partizan Beograd (10) - 1986-87 Partizan Beograd (11) - 1987-88 Crvena Zvezda Beograd (16) - 1988-89 Vojvodina Novi Sad (2) - 1989-90 Crvena Zvezda Beograd (17) - 1990-91 Crvena Zvezda Beograd (18) - 1991-92 Crvena Zvezda Beograd (19) |

## Palmarès
- FK Crvena Zvezda - 19
- FK Partizan - 11
- HNK Hajduk Split - 9
- Građanski Zagreb - 5
- OFK Beograd - 5 (com a BSK Beograd)
- NK Dinamo de Zagreb - 4
- Jugoslavija Beograd - 2
- FK Vojvodina - 2
- FK Sarajevo - 2
- Concordia Zagreb - 2
- HAŠK Zagreb - 1
- FK Željezničar - 1

## Màxims golejadors de la competició
Llista completa dels jugadors amb més de 100 gols en el període 1946-1992.
Font: RSSSF; Darrera modificació 14 de desembre 2007
| #  | Nom               | Gols | Clubs                           | Carrera              |
| -- | ----------------- | ---- | ------------------------------- | -------------------- |
| 1  | Slobodan Santrač  | 218  | OFK Beograd, Partizan, Galenika |                      |
| 2  | Darko Pančev      | 169  | Vardar, Crvena Zvezda           | 1982-1992            |
| 3  | Dušan Bajević     | 166  | Velež Mostar                    | 1966-1977, 1981-1983 |
| 4  | Bora Kostić       | 158  | Crvena Zvezda                   |                      |
| 5  | Frane Matošić     | 149  | Hajduk Split                    | 1946-1953            |
| 6  | Todor Veselinović | 145  | Vojvodina                       | 1951-1961            |
| =7 | Stjepan Bobek     | 129  | Partizan                        | 1946-1956            |
| =7 | Zoran Prljinčević | 129  | Radnički Beograd, Crvena Zvezda |                      |
| 9  | Dušan Savić       | 120  | Crvena Zvezda                   | 1973-1982            |
| 10 | Dragan Džajić     | 113  | Crvena Zvezda                   | 1961-1975            |
| 11 | Vojin Lazarević   | 112  | Sutjeska, Crvena Zvezda         | 1962-1970, 1972-1974 |
| 12 | Josip Bukal       | 111  | Željezničar                     | 1963-1973, 1977-1978 |
| 13 | Petar Nadoveza    | 108  | Hajduk Split                    | 1963-1973            |
| 14 | Kosta Tomašević   | 105  | Crvena Zvezda, Spartak Subotica | 1946-1956            |
| 15 | Vahid Halilhodžić | 104  | Velež Mostar                    | 1972-1981            |
| 16 | Snješko Cerin     | 103  | Dinamo de Zagreb                |                      |
| 17 | Petar Nikezić     | 102  | Vojvodina, Osijek               | 1967-1978, 1979-1982 |
| 18 | Zlatko Vujović    | 100  | Hajduk Split                    | 1977-1986            |